# Asura fulguritis
Asura fulguritis là một loài bướm đêm thuộc phân họ Arctiinae, họ Erebidae.